# Nob
Nob (hebräisch נֹב nov) ist eine biblische Siedlung, welche vor allem von Priestern bewohnt wurde.

## Name
Die Herkunft des Ortsnamens kann nicht bestimmt werden, da er keiner hebräischen Wurzel eindeutig entspricht.
In der Septuaginta wird der Ortsname verschieden wiedergegeben, nämlich als Νομβα Nomba (z. B. in 1 Sam 21,2 ), als Nob (z. B. in Jes 10,32 ) und fälschlich übersetzt als ἐν ὁδῷ en hodōi „auf dem Weg“.

## Überlieferung

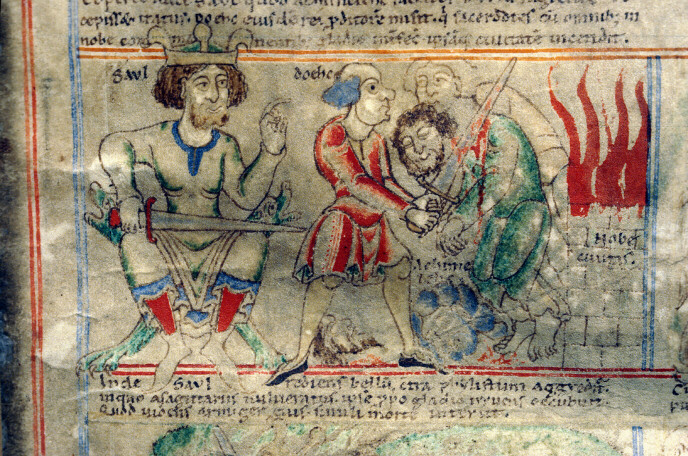
Mord an den Priestern von Nob (Bibel des Stephan Harding, 12. Jh.)

Nob wird erwähnt in 1 Sam 21,2–10  und 1 Sam 22,6–23  und wird als „Priesterstadt“ bezeichnet. Ihr wird große Bedeutung beigemessen und sie besaß ein Heiligtum. Außerhalb der Bibel gibt es bislang keine bekannten Erwähnungen des Ortes.
David entfloh Saul in 1 Sam 22,19  und suchte in Nob Zuflucht. Dort wird er von Ahimelech mit den Schaubroten des Heiligtums zur Nahrung versorgt (1 Sam 21,6–7 ). Zusätzlich bekommt er von ihm das Schwert Goliats. Aus dieser Erzählung kann geschlossen werden, dass sich im Heiligtum Geräte befanden und das Schwert Goliats wohl nach Davids Sieg dort ausgestellt worden war.
Nachdem der Edomiter Doëg den Zufluchtsort Davids an König Saul verraten hatte, kam es zur Hinrichtung der Priester von Nob sowie aller Bewohner der Stadt. Als Einziger entkam Abjatar, der Sohn Ahimelechs.
Andere Erwähnungen der Stadt sind Aufzählungen in Listen sowie eine Vision. Darin marschiert ein feindlicher Heereszug auf Jerusalem zu und kommt u. a. in Nob an. Die Stadt ist die letzte von 12 Stationen, was die unmittelbar drohende Gefahr betont.

## Lage
Bisher wurde Nob nicht eindeutig identifiziert. Aus der Vision in Jes 10,32  kann entnommen werden, dass Nob nördlich von und unmittelbar vor Jerusalem lag.
Eine These lokalisiert Nob auf einem Hügel am Skopusberg, 1 km nordöstlich des heutigen Felsendoms. Eine andere These vermutet Nob am Osthang des Ölberges. Die zweite These kann durch Neh 11  bekräftigt werden, wo Nob zwischen Anatot und Ananeja genannt wird. Nach der zweiten These läge Nob genau zwischen beiden Orten und die Aufzählung wäre in logischer Reihenfolge. Jedoch ist auch die Lokalisierung von Anatot und Ananeja nicht eindeutig geklärt.
Keine der beiden Thesen konnte bisher endgültig bewiesen werden.